# Schwienswei
De Schwienswei is een natuur- en recreatiegebied aan de noordelijke stadsrand van Sittard, in de Nederlandse provincie Limburg, in het grensgebied met het Duitse Tüddern.

## Geografie
Het groengebied is gelegen rond het punt waar de beekdalen van de Geleenbeek en de Roode Beek samenkomen. Ook de Molenbeek, een aftakking van de Geleenbeek, stroomt door het gebied. De Schwienswei bestaat uit een loofbosgebied, afgewisseld met akkers en weilanden en een visvijver. Het gebied maakt onderdeel uit van Landschapspark De Graven en heeft een oppervlakte van ongeveer 97 hectare, waarvan 4 hectare uit water bestaat.
Ten noorden van de Schwienswei is het Parkbos Millen aangelegd. Aan de noordoostelijke rand loopt de rijksgrens met Duitsland. Aan de Duitse zijde van de grens gaat het gebied naadloos over in het natuurgebied Tüdderner Fenn. Aan de zuidelijke rand bevinden zich de Sittardse stadswijken Broeksittard, Stadbroek en Baandert en aan de westelijke rand de wijk Overhoven.

## Geschiedenis
Tot in de eerste helft van de 20e eeuw was dit gebied nog grotendeels een ongecultiveerd bos- en moerasgebied en graslanden. Een opvallend wallen- en grachtenstelsel, bekend als de Hateboer, is midden in het gebied te vinden. Het is tot op heden nog niet ontdekt welke functie dit complex heeft gehad en wanneer het precies is aangelegd. Hier werden in de middeleeuwen varkens gehoed. De naam Schwienswei betekent dan ook letterlijk varkensweide in het Sittards dialect ("zjwienswei"). Recentelijk is ontdekt dat door het gebied een Romeinse weg heeft gelopen.
Vanaf de jaren 1950 en 1960 is het gebied versnipperd geraakt, onder andere door de aanleg van een groot sportcomplex (CIOS) en het zwembad (De Nieuwe Hateboer). Verder is langs de Tudderenderweg een groot woonwagenkamp gerealiseerd en kwamen er enkele bedrijfspercelen. De beken in het gebied werden gekanaliseerd.
In 1999 werd het Landschapspark De Graven opgericht, een samenwerkingsverband van de gemeenten Sittard-Geleen en Schinnen, dat zorg draagt voor het behoud en versterking van de buitengebieden in deze gemeenten. In het kader van dit project is de Schwienswei in 2001 volledig heringericht. Hierbij zijn wandelpaden en bruggen aangelegd, de grachten van de Hateboer gedeeltelijk hersteld en zijn er weer meanders in de Roode Beek aangelegd.

## Recreatie en voorzieningen
De Schwienswei is vrij toegankelijk en er is een wandelroute uitgezet. Er bevindt zich een kunstmatige heuvel dat als uitzichtpunt fungeert. Overblijfselen van de grachten van de Hateboer kunnen bezichtigd worden. Midden in het gebied ligt een visvijver waar gevist en in de winter geschaatst kan worden. Er zijn ook natuurlijke graslanden te vinden die op natuurlijke wijze door schapen worden begraasd. Een groot deel van het gebied wordt in beslag genomen door de sportvelden van het Euregionaal Sport- en Congrescentrum. Hier is ook de jeugdopleiding van Fortuna Sittard gevestigd. Verder bevindt zich hier het zwembad De Nieuwe Hateboer. 
Direct aan de zuidelijke rand van het gebied, in de wijk Stadbroek, bevindt zich de historische Stadbroekermolen.
Langs de Tudderenerweg bevindt zich het Regionaal Woonwagencentrum Sittard en is met circa 25 standplaatsen een van de grotere woonwagenkampen in de regio. Het heeft een eigen amateurvoetbalvereniging, de Centrum Boys. Tussen 2011 en 2012 is het woonwagenkamp grotendeels gesaneerd.
Recreatiegebied Schwienswei is een statistische wijk van de gemeente Sittard-Geleen, maar kent geen wijkplatform.

## Fotogalerij

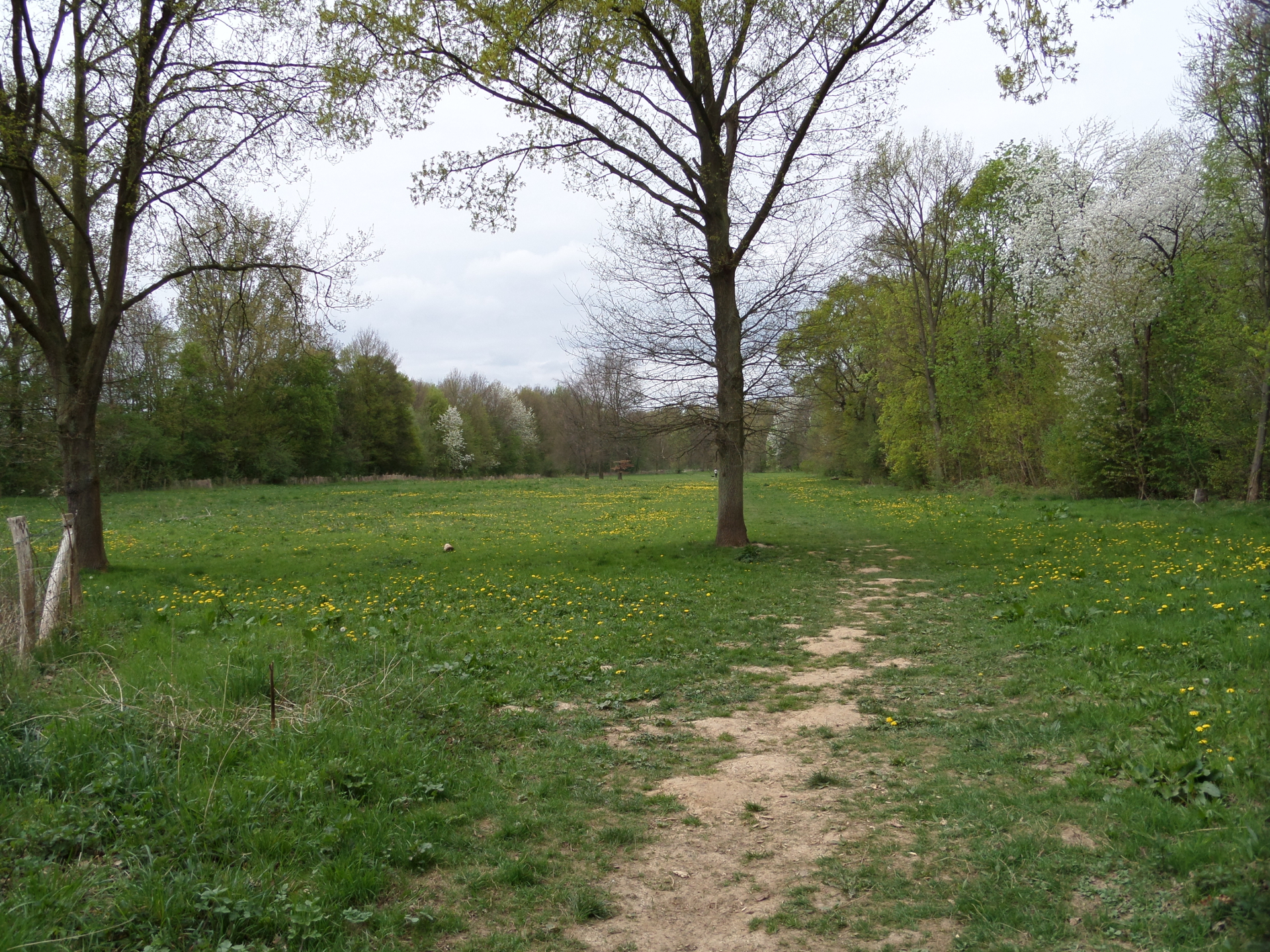
Schwienswei
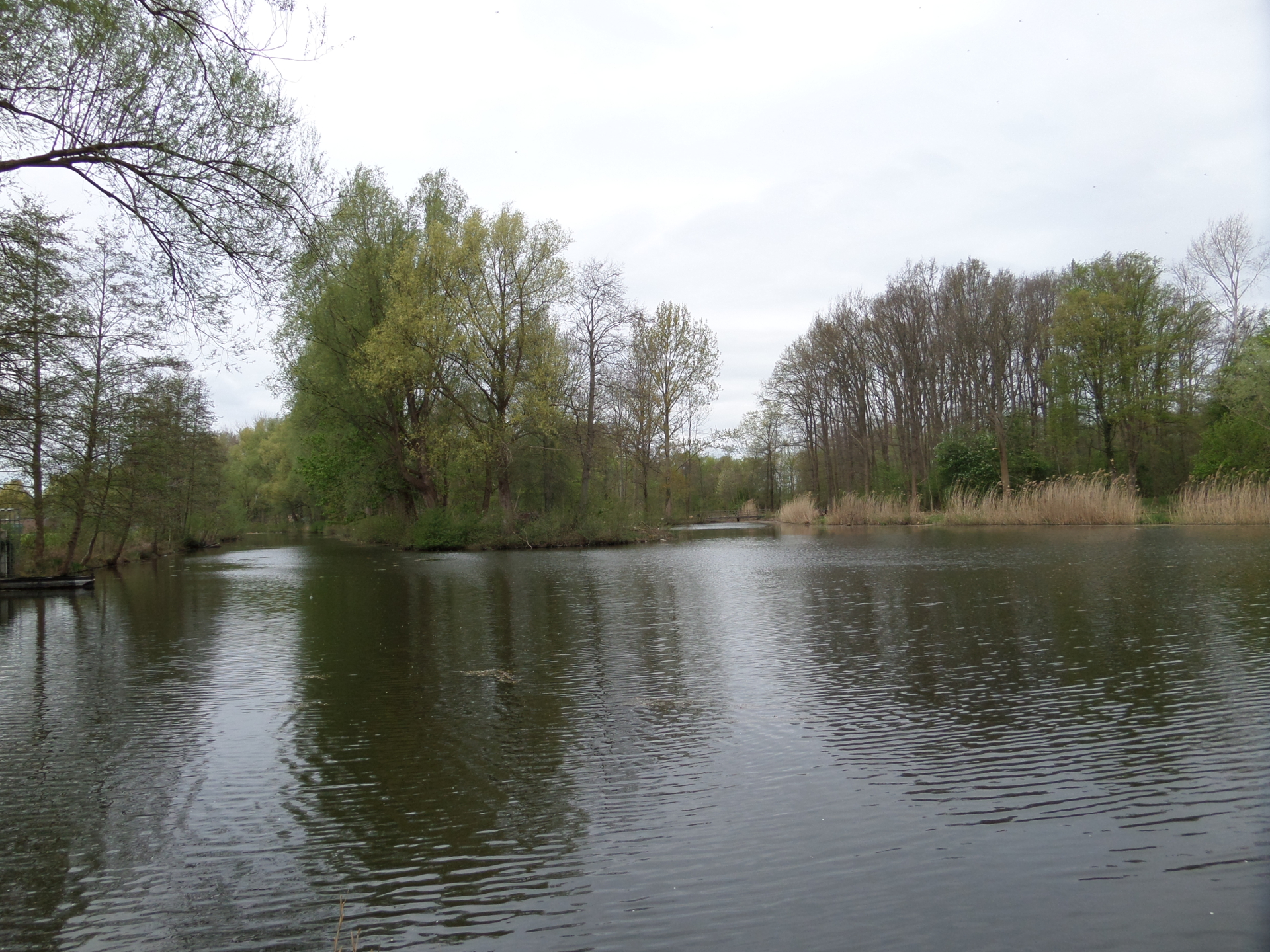
Visvijver
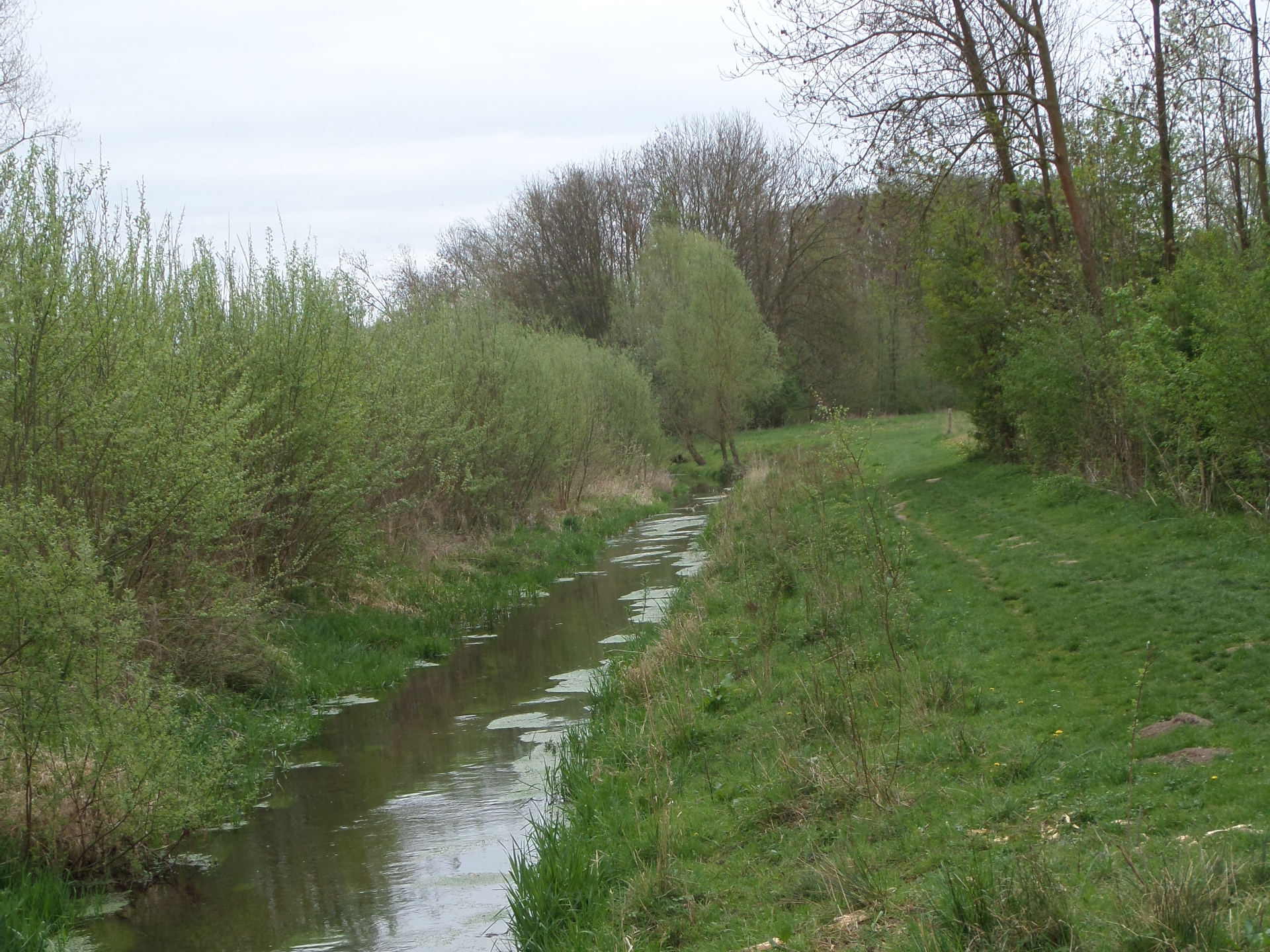
Roode Beek